# 坩堝鋼

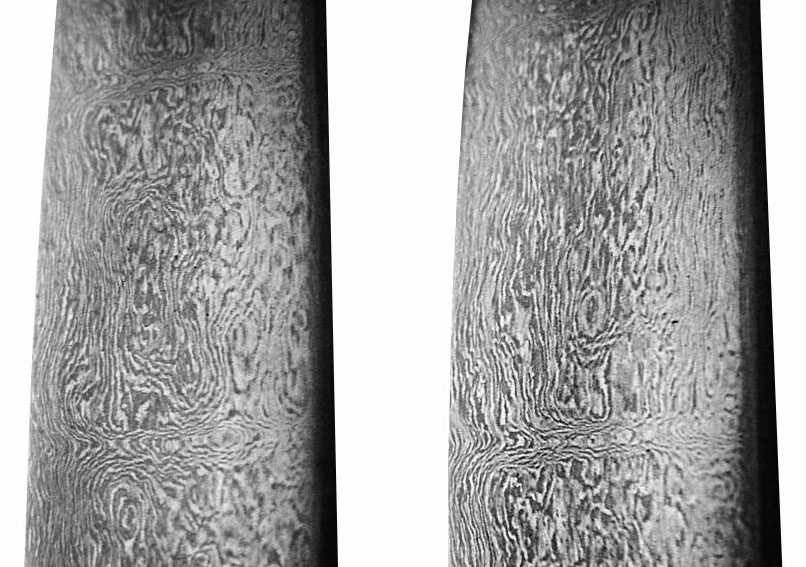
Kirk nardebàn是一種坩埚钢製刀刃特有的圖紋。桑德王朝，1750-1794。伊朗。（Moshtagh Khorasani, 2006, 506）

坩堝鋼（英語：crucible steel）指在坩埚中融化鐵合金製成的鋼。生鐵碳含量高，雖硬但容易斷裂；熟鐵碳含量低，雖有彈性但容易變形；鋼的碳含量介於兩者之間，兼具兩者優點，因此控制鋼的碳含量關乎其品質。坩埚钢由於隔離了原料與熱源，可以精準控制產品的碳含量，得以鑄造品質優良的機械或工具用鋼。在坩埚中添加助焊劑（如石灰石）則可以去除鐵漿中的硫、硅和其他杂质。
中世纪鍊坩埚鋼時，使用煤或木炭來加熱坩埚，很難升溫至可以融化熟鐵或鋼的溫度，但可以融化含碳量較高、較易融化的生鐵。因此，南亞和中亞的工匠會將熟鐵或鋼浸泡在融化的生鐵中，使生鐵中的碳擴散到熟鐵或鋼裡，以降低生鐵的含碳量。融化的生鐵和無法完全融化的熟鐵或鋼會組成一種高碳、不均勻的複合鋼，鍛造或拋光時鋼材上會自然出現複雜的圖案，著名的例子為用以鑄造大馬士革劍的烏茲鋼。坩堝鋼與當時以其他方法煉製的鋼相比，其碳含量與品質更高。
18世紀，英國的班傑明·亨茨曼改良了坩埚钢的煉製方法，去除更多雜質，並消除了中世紀複合鋼的不均勻性。亨茨曼使用焦炭來加熱，產生的溫度可以完全融化熟鐵和鋼，使不同含碳量的原料可以均勻混和；不再使用生鐵鍊鋼；花更長時間融化並冷卻鐵漿，讓碳可以更均勻的擴散；加入助焊劑使雜質可以浮到鐵漿表層以方便去除。亨茨曼開啟了現代化的煉鋼工藝，優質鋼材製造的零件、機械有助於工業革命的發展。

## 傳統坩堝鋼
工業革命以前，坩堝鋼產業聚落分布於印度、斯里蘭卡或中亞。這些地區生產的坩堝鋼被進口至阿拉伯世界，以可製造品質良好的武器如大馬士革劍而聞名。根據伊斯蘭文本記載，坩堝鋼有三種傳統生產方法：
一、固體滲碳法：將熟鐵裝在坩堝或木炭爐中加熱，以使適量的碳滲入熟鐵。由於技術限制，坩堝無法升溫至熔化熟鐵的溫度，原料會在固態下完成滲碳。關於碳的來源，現代伊朗政府指定了多種有機材料，包含石榴皮、橡子、橙皮等果皮、树叶以及蛋清和贝壳，一些印度資料中也有提到木片，但沒有任何資料提到木炭。固體滲碳法最常見，是烏茲鋼的工藝基礎，被稱為烏茲滲碳法或印度法。
二、將生鐵脫碳。
三、共熔法（co-fusion process）或複合融熔法：將不同碳含量的鐵合金同時在坩鍋中熔化混和（但熟鐵熔化不完全）使碳由高碳鐵進入低碳鐵。該方法的變體主要出現在波斯和中亚，但在印度海得拉巴也有发现，被称为德干法（Deccani，用於製造水波紋劍刃）或海得拉巴法（Hyderabad process）。 

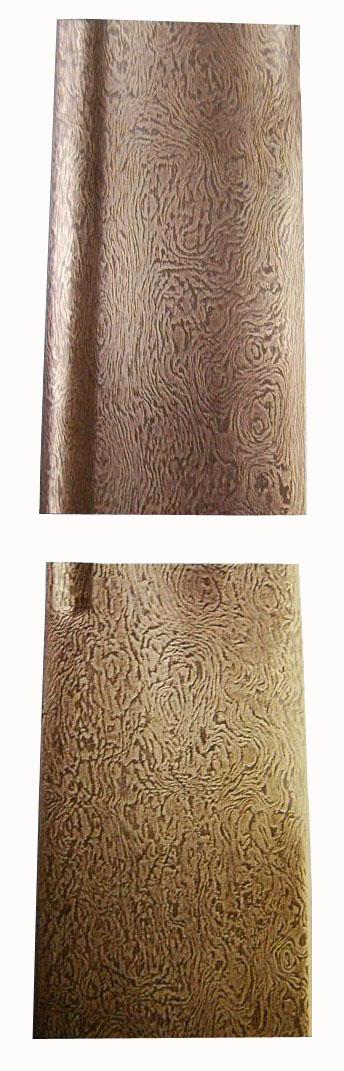
坩埚钢製剑刃的“木纹”图案，桑德或卡扎尔早期，伊朗。（Moshtagh Khorasani 2006, 516）

### 考古
印度與斯里蘭卡曾出土公元300年前的坩堝鋼。印度鐵礦石中含有微量的钒和其他元素，使當地生產的坩堝鋼淬透性極佳。一般認為其他地區出土的坩堝鋼（如德國的Ulfberht swords）是貿易自印度與斯里蘭卡，中亞的梅尔夫和阿希基特（Akhsikath）地區直到後期才成為重要的生產中心。

#### 南印度和斯里兰卡
印度－斯里蘭卡傳統的坩堝鋼生產技術被稱為烏茲工藝，產品被毆洲人稱為烏茲鋼（wootz，可能是是ukko一词的英文变体），在阿拉伯世界被稱為大馬士革鋼。許多民族誌記載過印度坩堝鋼的生產，然而由於考古規模有限，目前只確認了四個地區的生產遺跡（一個在斯里蘭卡，其他在印度）。
印度南部已確定的坩堝鋼生產遺跡至少可以追溯到16世紀中葉，而尚未確認的遺跡中，最早的一個可以追溯至公元前三世纪至公元三世纪。海德拉巴大約在17世紀成為主要的生產中心，和其他地方使用的滲碳法不同，當地人以複合熔融將兩種不同碳含量的鐵合金融合在一起。
斯里兰卡最早确认的坩埚钢遗址位于中部高地北部地区的指关节山脈（knuckles）地區，可追溯至公元6世纪 -10世纪。斯里蘭卡的坩堝鋼至少在9~10世紀就已經外銷並享有盛名，與印度的鋼鐵產業並存。12世纪，斯里蘭卡的Serendib似乎是坩埚钢的主要生產地，但產量在接下來的幾個世紀中下降，19世纪當地只剩下一個小工业區。 
最新的考古調查顯示，古代斯里蘭卡使用過去未知的生產技術。斯里蘭卡的技術系統獨立於印度和中東，使用類似於鍛鐵的滲碳法，還發現一處位於Samanalawewa的古煉製廠在煉鐵過程中可能利用了當地盛行的西風。

#### 中亚
中亞在公元1世紀晚期開始生產坩堝鋼。從考古遺址可以確定中亞在約8世紀末到12世紀末曾大規模生產。
烏茲別克東部兩個最著名的生產遺址是費爾干納山谷的阿希基特（Akhsiket）和帕普（Pap）。考古發現數十萬個坩堝碎片，大部分帶有大量爐渣，與9~12世紀的煉鋼有關。考古學家還確定了阿希基特遺址使用的滲碳法非常獨特且僅出現於當地，因此被命名為費爾納干法（Ferghana Process）。當地大約持續使用了費爾納干法約四個世紀。
伊斯蘭學者肯迪（公元801~866年）提到呼羅珊地區（包含內沙布爾、梅爾夫、赫拉特和巴爾赫等城市）在公元9世紀是鋼鐵生產中心。在梅爾夫發現的冶鐵工坊遺址可追溯至9世紀~10世紀初，可以從中了解當時如何使用共熔法製造坩堝鋼，可能與印度海德拉巴地區的製造工藝有關。

### 外界研究
中世紀的伊斯蘭世界出現了一些關於劍與鋼的科學研究，例如8世紀的賈比爾、9世紀的肯迪、11世紀初的比魯尼、12世紀後期的奧塔蘇西（al-Tarsusi）和13世紀的Fakhr-i-Mudabbir。
歐洲可能在中世紀後期開始接觸亞洲生產的坩堝鋼。16世紀已經出現實驗，研究對象被稱為大馬士革鋼，但不確定這批實驗品確切的產地來源。17世紀中葉之後，歐洲人藉由旅行者如弗朗西斯·布坎南的紀錄了解印度具有鍛造坩堝鋼的技術。18世紀之後，許多歐洲科學家開始深入研究印度烏茲鋼，例如麥可‧法拉第與喬治·皮爾森（George Pearson，第一個在著作中使用"烏茲鋼"一詞的科學家）。
一名研究人員大衛·穆希特（David Mushet）破解了印度烏茲鋼的製造方法，並於1800年為此申請了專利。然而早在1740年代，班傑明·亨茨曼就已經開發出第一個成功的歐洲坩堝鋼製程。

## 近代製程
18世紀，英國的班傑明·亨茨曼設計了一種新的坩堝鋼製程。他將碳鋼放在封閉式坩堝中以焦炭加熱，能夠達到1600°C的高溫，足以將碳鋼完全熔化。因此，亨茨曼生產的鋼鐵與傳統製程不同，是均質、沒有花紋的。由於亨茨曼的方法可以完全熔化鋼鐵，人們第一次有生產合金鋼的能力，因為製造合金鋼必須把其他金屬丟入完全熔化的鐵漿中。
隨著電弧爐的興起，坩堝逐漸在煉鐵工藝中被淘汰。